# Benga (Sprache)
Benga ist eine Bantusprache und wird von circa 4100 Menschen in Äquatorialguinea und Gabun gesprochen. 
Sie ist mit circa 3000 Sprechern in Äquatorialguinea und mit circa 1100 Sprechern in Gabun in der Provinz Estuaire verbreitet. 
Benga wird in der lateinischen Schrift geschrieben.

## Klassifikation
Benga ist eine Nordwest-Bantusprache und gehört zur Bube-Benga-Gruppe, die als Guthrie-Zone A30 klassifiziert wird.

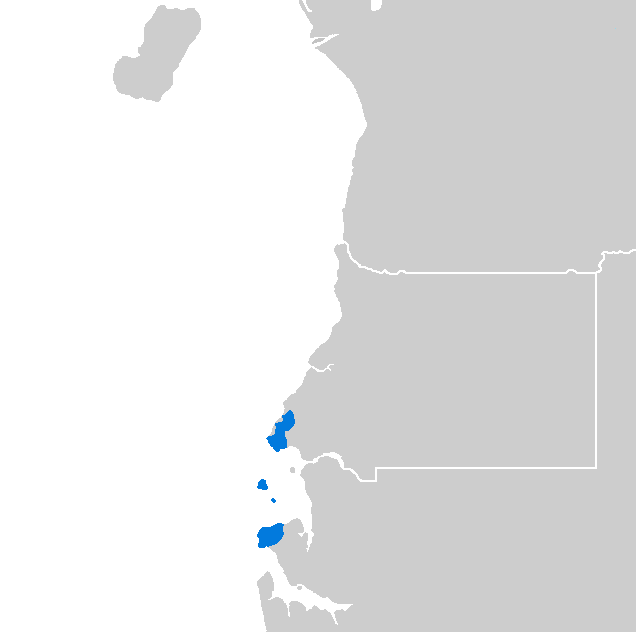
Sprachraum von Benga